# Święta Prakseda
Św. Prakseda (łac. Praxeda, Praxedes, Praxedis) – Rzymianka, święta katolicka i prawosławna.

## Życie
Niewiele wiadomo życiu tej świętej. Złota legenda informuje, że Prakseda żyła w I lub II w. n.e. i była córką rzymskiego senatora Pudensa. Święty Pudens został nawrócony przez Apostoła Piotra jako jeden z pierwszych, o czym wspomina Paweł z Tarsu (zm. 67) w II Liście do Tymoteusza. Legenda głosi, że Pudens miał dwie córki: św. Praksedę i św. Pudencjanę (niektóre źródła twierdzą, że to postać fikcyjna) oraz dwóch synów św. Donatusa i św. Tymoteusza (nic nie wiadomo o losie synów).
Siostry zginęły prawdopodobnie śmiercią męczeńską. Zostały jakoby ukarane za pochowanie męczenników wczesnochrześcijańskich wbrew prawu rzymskiemu.
Johann Peter Kirsch w Encyklopedii katolickiej (1913) wspomina , że w katakumbach męczenników rzymskich znajdują się groby dwóch kobiet męczennic: Praksedy i Pudencjany. Dziś trudno jest jednoznacznie stwierdzić, czy czczone męczennice były faktycznie córkami Pudensa, czy też legendy dotyczące tych osób żyjących w różnych wiekach połączyły się, tworząc jedną całość.

## Kult
Relikwie sióstr Praksedy i Pudencjany, znajdują się w jednym z najstarszych kościołów w Rzymie – w bazylice św. Praksedy w Rzymie.
Kult w Polsce
Kościół pod wezwaniem św. Praksedy znajduje się w Dokudowie na Podlasiu. Świątynię wzniesiono z fundacji Karola Stanisława Radziwiłła w 1696 roku jako cerkiew unicką (greckokatolicką). W 1875 z polecenia rządu carskiego cerkiew przejął Kościół prawosławny. W 1928 świątynię odbudowano (po pożarze z 1915) w obrządku wschodniosłowiańskim. Obecnie świątynią zarządza Kościół rzymskokatolicki.
Dzień obchodów
Wspomnienie liturgiczne św. Praksedy obchodzone jest 21 lipca, a jej siostry Pudencjany - 19 maja.
Angielski poeta Robert Browning napisał wiersz The Bishop Orders His Tomb at Saint Praxed's Church.